# Valergues
Valergues település Franciaországban, Hérault megyében. Lakosainak száma 2173 fő (2022. január 1.). Valergues Lansargues, Lunel-Viel, Saint-Brès és Saint-Geniès-des-Mourgues községekkel határos.

## Népesség
A település népessége az elmúlt években az alábbi módon változott:
| Lakosok száma | 390  | 575  | 936  | 1931 | 2018 | 2043 | 2071 | 2057 | 2049 | 2173 |
|               | 1968 | 1982 | 1990 | 2006 | 2013 | 2015 | 2017 | 2019 | 2020 | 2022 |